# 1UP.com
1UP.com — сайт, посвящённый компьютерным играм.

## История
Сайт был создан в 2003 году в качестве онлайн-дополнения к журналу Electronic Gaming Monthly, издававшимся Ziff Davis Media. В 2009 году 1UP был продан подразделению Hearst Corporation, компании UGO Entertainment (с 2011 года — подразделение News Corporation).
В феврале 2013 года Ziff Davis Media приобрело IGN Entertainment, вернув таким образом 1UP себе назад. Вскоре после приобретения было анонсировано, что все усилия будут сконцентрированы вокруг IGN, а остальные интернет-ресурсы будут отключены. Сотрудники 1UP влились в коллектив IGN.

## Шоу и подкасты 1Up
1Up.com выпустил множество аудио и видеоподкастов, многие из которых выходили в эфир еженедельно. 1Up Yours было флагманским интернет-радио-шоу сети, в котором обсуждались актуальные темы между несколькими редакторами сети 1Up, а также личный игровой опыт и текущие новости.
Хотя многие гости посещали эпизоды, шоу вели: Гарнетт Ли, Шейн Беттенхаузен и Дэвид Эллис каждую неделю, когда были доступны актёры. Новые выпуски шоу выходили каждую пятницу. Он сопровождался еженедельным видеоподкастом The 1Up Show, в котором были представлены превью и обзоры игр, освещение событий в видеоиграх, дискуссии об игровой культуре и интервью с разработчиками игр. Среди бывших ведущих были: Джейн Пинкард, Джон Дэвисон, Люк Смит, Марк Макдональд и Брайан Интихар.
Однако после приобретения UGO в январе 2009 года многие из этих подкастов / шоу были приостановлены, а в некоторых случаях — прекращены. Гарнетт Ли создал вторую «итерацию» 1Up Yours под названием Listen Up!, в которой был формат, аналогичный оригинальному 1Up Yours, но немного более сфокусированный, который работал с января 2009 г. по октябрь 2009 г. и закончился уходом Ли в GameFly. Несмотря на удаление подкастов и шоу, многие бывшие сотрудники 1Up.com с тех пор создали свои собственные, не связанные с ними игровые шоу, подкасты и веб-сайты, такие как The Geekbox (с Райаном Скоттом), Eat-Sleep-Game и их собственные веб-сайты, подкаст Rebel FM (с Энтони Гальегосом) и Area 5 TV с их еженедельным видеоподкастом Co-Op (с бывшими сотрудниками 1Up.com Райаном О’Доннеллом, Мэттом Чандронайте, Джейсоном Бертраном, Джеем Фрешеттом, Робом Боуэном и Сезаром Кинтеро).

## Ссылка
- Архив подкастов IUP.com